# Jaxea
Jaxea är ett släkte i familjen Laomediidae och ordningen tiofotade kräftdjur.
Det innehåller den enda nu levande arten Jaxea nocturna (pincettfingrad mudderkräfta). I släktet finns även den utdöda arten Jaxea kuemeli. 